# Themistoclesia pariensis
Themistoclesia pariensis är en ljungväxtart som beskrevs av J.L. Luteyn. Themistoclesia pariensis ingår i släktet Themistoclesia och familjen ljungväxter. Inga underarter finns listade i Catalogue of Life.